# Genpei-oorlog
De Genpei-oorlog (1180-1185) was een successieoorlog tussen de families Taira en Minamoto aan het einde van de Heianperiode in Japan. De naam "Genpei" is afkomstig van een alternatieve lezing van de kanji-karakters "Minamoto" (源 Gen) en "Taira" (平 Hei, dat in combinatie met Gen wordt uitgesproken als Pei).
De Genpei-oorlog was het hoogtepunt van een decennialang conflict tussen de families Minamoto en Taira. Het conflict ging over de macht over de keizerlijke familie en over de macht over Japan in zijn geheel. De Minamoto hadden een aantal keer geprobeerd om de macht te krijgen maar slaagden daar niet in. De Taira beantwoordden dit door een serie van executies met als doel de totale vernietiging van de familie Minamoto.
De echte oorlog begon toen de Minamoto een andere kandidaat hadden voor de Japanse troon dan de Taira. Dit conflict resulteerde in de Slag van Uji en deze zette aan tot een vijf jaar durende oorlog tussen beide partijen. De Minamoto versloegen de Taira op 25 april 1185 bij de Zeeslag bij Dan-no-ura.